# Hyophila elliptica
Hyophila elliptica är en bladmossart som beskrevs av Julius Baumgartner och J. Fröhlich 1955. Hyophila elliptica ingår i släktet Hyophila och familjen Pottiaceae. Inga underarter finns listade i Catalogue of Life.